# Židé v asijských zemích
Židovské komunity v Asii procházejí v současné době vylidňovacím procesem. Mezi hlavní a celosvětově významné komunity patří Židé v Izraeli. V minulosti byla významná komunita v Sovětském svazu a i dnes existují v postsovětských zemích nemalé židovské komunity. Mimo země bývalého SSSR stojí za zmínku židovská komunita v Indii.

## Přehled židovských komunit v asijských zemích
| stát                                  | region            | celková populacea | ‰ židovské populaceb | absolutní počet Židů |
| ------------------------------------- | ----------------- | ----------------- | -------------------- | -------------------- |
| Židé v Afghánistánu                   | jižní Asie        | 31 889 923        | 0,00003‰             | 1                    |
| Židé v Arménii                        | Kavkaz            | 2 971 650         | 0,252‰               | 750                  |
| Židé v Ázerbájdžánu                   | Kavkaz            | 8 120 247         | 0,862‰               | 7 000                |
| Židé v Bahrajnu                       | Blízký východ     | 708 573           | 0,042‰               | 30                   |
| Židé v Bangladéši                     | jižní Asie        | 150 448 339       | nezjištěno           | nezjištěno           |
| Židé v Bhútánu                        | jižní Asie        | 2 327 849         | nezjištěno           | nezjištěno           |
| Židé v Bruneji                        | jihovýchodní Asie | 374 577           | nezjištěno           | nezjištěno           |
| Židé v Číně                           | východní Asie     | 1 321 851 888     | 0,00076‰             | 1 000                |
| Židé na Filipínách                    | jihovýchodní Asie | 91 077 287        | 0,0011‰              | 100                  |
| Židé v Gruzii                         | Kavkaz            | 4 646 003         | 0,775‰               | 3 600                |
| Židé v Indii                          | jihovýchodní Asie | 1 129 866 154     | 0,0045‰              | 5 100                |
| Židé v Indonésii                      | jihovýchodní Asie | 234 693 997       | 0,00006‰             | 20                   |
| Židé v Iráku                          | Blízký východ     | 27 499 638        | 0,0036‰              | 100                  |
| Židé v Íránu                          | Blízký východ     | 65 397 521        | 0,42‰                | 25 000 - 30 000      |
| Židé v Izraeli                        | Blízký východ     | 6 426 679         | 839,22‰              | 5 393 400            |
| Židé v Japonsku                       | východní Asie     | 127 433 494       | 0,0078‰              | 1 000                |
| Židé v Jemenu                         | Blízký východ     | 22 230 531        | 0,009‰               | 200                  |
| Židé v Jižní Koreji                   | východní Asie     | 49 044 790        | 0,002‰               | 100                  |
| Židé v Jordánsku                      | Blízký východ     | 6 053 193         | nezjištěno           | nezjištěno           |
| Židé v Kambodži                       | jihovýchodní Asie | 13 995 904        | nezjištěno           | nezjištěno           |
| Židé v Kataru                         | Blízký východ     | 907 229           | nezjištěno           | nezjištěno           |
| Židé v Kazachstánu                    | střední Asie      | 15 284 929        | 0,249‰               | 3 800                |
| Židé v Kuvajtu                        | Blízký východ     | 2 505 559         | nezjištěno           | nezjištěno           |
| Židé na Kypru                         | západní Asie      | 788 457           | nezjištěno           | nezjištěno           |
| Židé v Kyrgyzstánu                    | střední Asie      | 5 284 149         | 0,114‰               | 600                  |
| Židé v Laosu                          | jihovýchodní Asie | 6 521 998         | 0,0006‰              | 4                    |
| Židé v Libanonu                       | Blízký východ     | 3 925 502         | 0,01‰                | 40                   |
| Židé v Malajsii                       | jihovýchodní Asie | 24 821 286        | 0,004‰               | 100                  |
| Židé na Maledivách                    | jižní Asie        | 369 031           | nezjištěno           | nezjištěno           |
| Židé v Mongolsku                      | východní Asie     | 2 951 786         | nezjištěno           | nezjištěno           |
| Židé v Myanmaru                       | jihovýchodní Asie | 47 373 958        | nezjištěno           | nezjištěno           |
| Židé v Nepálu                         | jižní Asie        | 28 901 790        | nezjištěno           | nezjištěno           |
| Židé v Ománu                          | Blízký východ     | 3 204 897         | nezjištěno           | nezjištěno           |
| Židé v Pákistánu                      | jižní Asie        | 164 741 924       | nezjištěno           | nezjištěno           |
| Židé v Palestině                      | Blízký východ     | 4 018 332         | 59‰                  | 237 000              |
| Židé v Rusku                          | severní Asie      | 141 377 752       | 1,9‰                 | 275 000              |
| Židé v Saúdské Arábii                 | Blízký východ     | 27 601 038        | nezjištěno           | nezjištěno           |
| Židé v Severní Koreji                 | východní Asie     | 23 301 725        | nezjištěno           | nezjištěno           |
| Židé v Singapuru                      | jihovýchodní Asie | 4 553 009         | 0,066‰               | 300                  |
| Židé ve Spojených arabských emirátech | Blízký východ     | 4 444 011         | nezjištěno           | nezjištěno           |
| Židé na Srí Lance                     | jižní Asie        | 20 926 315        | nezjištěno           | nezjištěno           |
| Židé v Sýrii                          | Blízký východ     | 19 314 747        | 0,0052‰              | 100                  |
| Židé v Tádžikistánu                   | střední Asie      | 7 076 598         | 0,014‰               | 100                  |
| Židé na Tchaj-wanu                    | východní Asie     | 22 858 872        | 0,0044‰              | 100                  |
| Židé v Thajsku                        | jihovýchodní Asie | 65 068 149        | 0,0031‰              | 200                  |
| Židé v Turecku                        | severní Afrika    | 71 158 647        | 0,25‰                | 17 900               |
| Židé v Turkmenistánu                  | střední Asie      | 5 097 028         | 0,059‰               | 300                  |
| Židé v Uzbekistánu                    | střední Asie      | 27 780 059        | 0,18‰                | 5 000                |
| Židé ve Vietnamu                      | jihovýchodní Asie | 85 262 356        | nezjištěno           | nezjištěno           |
| Židé ve Východním Timoru              | jihovýchodní Asie | 1 084 971         | nezjištěno           | nezjištěno           |
| Celkem                                | Celkem            | 4 135 564 341     | 0,094‰               | 5 980 405            |

Zdroj dat: American Jewish Committee Archives Archivováno 4. 8. 2019 na Wayback Machine. (rok 2005), Izraelský centrální statistický úřad - Izrael v číslech (rok 2007),
 Ministerstvo zahraniční USA - Zpráva o mezinárodní náboženské svobodě (rok 2007)
,NCSJ: Advocates on Behalf of Jews in Russia, Ukraine, the Baltic States & Eurasia Archivováno 17. 5. 2014 na Wayback Machine., Beth Hatefutsoth

a CIA - World Factbook, 2007 Archivováno 12. 8. 2008 na Wayback Machine.

b uváděno v promilích (počet Židů na 1000 obyvatel)

Uvedená data jsou přibližná a liší se v závislosti na jednotlivých průzkumech. Na těchto stránkách jsou k naleznutí demografické populační tabulky týkající se židovské populace:
- American Jewish Committee Archives Archivováno 4. 8. 2019 na Wayback Machine. (r.2005) - anglicky
- The Virtual Jewish Library - Židovská populace světa (r.2005) - anglicky
- Židovské populační taubulky (r.2002) - anglicky
- jewish-issues.com (anglicky)
- Operace exodus (anglicky)